# Timimoun Airport
Timimoun Airport är en flygplats i Algeriet. Den ligger i den centrala delen av landet, 900 km söder om huvudstaden Alger. Timimoun Airport ligger 313 meter över havet.
Terrängen runt Timimoun Airport är platt.  Trakten runt Timimoun Airport är nära nog obefolkad, med mindre än två invånare per kvadratkilometer. Närmaste större samhälle är Timimoun, 5,3 km nordväst om Timimoun Airport. Trakten runt Timimoun Airport är ofruktbar med lite eller ingen växtlighet.